# Port lotniczy Sandakan
Port lotniczy Sandakan (IATA: SDK, ICAO: WBKS) – krajowy port lotniczy położony 13 km od Sandakan, w stanie Sabah, w Malezji. 

## Linie lotnicze i połączenia

### Krajowe
- AirAsia (Kota Kinabalu, Kuala Lumpur)
- Malaysia Airlines (Kota Kinabalu)
- MASwings (Kota Kinabalu, Kudat, Tawau)

## Historia
Obiekt został wybudowany jako lotnisko wojskowe przez alianckich jeńców pod nadzorem żołnierzy japońskich w latach 1942–43. Zniszczone wskutek alianckich bombardowań, lotnisko zostało po wojnie naprawione i oddane na potrzeby cywilne. Niemal wszyscy więźniowie uczestniczący w budowie lotniska zostali wymordowani w czasie sandakańskich marszów śmierci w 1945 roku.